# Acehúche
Acehúche là một đô thị trong tỉnh Cáceres, Extremadura, Tây Ban Nha. Theo điều tra dân số 2006 (INE), đô thị này có dân số là 866 người.

## Biến động dân số
| 1900 | 1910 | 1920 | 1930 | 1940 | 1950 | 1960 | 1970 | 1981 |
| 1768 | 1904 | 1994 | 2134 | 2311 | 2280 | 2069 | 1187 | 1039 |
| 1991 | 1996 | 1999 | 2001 | 2002 | 2003 | 2004 | 2005 | 2006 |
| 917  | 1007 | 938  | 941  | 925  | 888  | 883  | 871  | 866  |